# Ross Montgomery
Ross Montgomery (* 16. Juni 1962 in Greenhills, East Kilbride) ist ein schottischer Dartspieler. Im Jahr 2025 wurde er Senioren-Weltmeister.

## Karriere
Montgomery spielt seit 2002 bei BDO-Turnieren mit. Erstmals erfolgreich war er im Februar 2004 bei den Scottish Open, wo er das Halbfinale erreichte. Kurze Zeit später stand er im Finale der Scottish Masters, das er gegen John Henderson verlor. Auch ein Viertelfinale bei den England Open konnte er erzielen und erstmals beim World Masters unter die letzten 32 kommen.
2005 qualifizierte sich Montgomery über den offenen Qualifier erstmals für die BDO World Darts Championship 2006. Hierbei traf er in der ersten Runde auf Vincent van der Voort und unterlag mit 1:3. Bei den Dutch Open kurz darauf stand Montgomery unter den letzten 32. Bei den Scottish Open kam Montgomery bis ins Finale, verlor aber mit 1:3 gegen Goran Klemme aus Schweden. 2006 gestaltete sich auch im weiteren Verlauf ür Montgomery recht erfolgreich. Ein Halbfinale bei den Isle of Man Open, ein Viertelfinale bei den Schottischen Meisterschaften und weitere Halbfinalteilnahmen beim BDO Gold Cup und den Belgium Open. Eine weitere WM-Teilnahme konnte Montgomery jedoch erstmal nicht verzeichnen.
Im Mai 2007 nahm Montgomery an der International Darts League und damit erstmals an einem Major der Professional Darts Corporation (PDC) teil. Nachdem er in seiner Vorrundengruppe unter anderem Vincent van der Voort und Chris Mason hinter sich lassen konnte, traf er in den Top 32 auf Martin Atkins, Scott Waites und Raymond van Barneveld und konnte kein Spiel mehr gewinnen. Im Finale der Scottish Masters unterlag er kurz darauf Robert Thornton. Bei den British Open kam Montgomery bis ins Viertelfinale, im offenen Qualifier für die BDO-WM 2007 scheiterte er jedoch früh.
Im April 2008 gewann er die England Open, indem er sich mit 3:2 gegen Gary Anderson durchsetzte. Bei den BDO International Open zwei Monate später verlor er das Finale gegen Davy Richardson. Dafür gewann er im Juli des British Classic, wieder gegen Anderson. Als Teil des schottischen Teams war er beim WDF Europe Cup 2008 am Start, wo er jedoch keine Erfolge erzielen konnte. Das Finale des BDO International Grand Prix im September ging gegen Anderson verloren. Dafür erreichte er beim World Masters 2008 erstmals das Viertelfinale, nachdem er zuvor unter anderem Stephen Bunting und Mark Webster geschlagen hatte. Das Viertelfinale verlor Montgomery aber schließlich mit 1:3 gegen Tony O’Shea. Außerdem nahm Montgomery erstmals am Zuiderduin Masters teil. In seiner Vorrundengruppe unterlag er zunächst Davy Richardson, bevor er zumindest mit einem 5:4-Erfolg über Scott Waites den zweiten Gruppenplatz erreichen konnte. Ein Weiterkommen konnte er damit aber nicht erzielen.
Nach seinen guten Leistungen im Vorjahr war Montgomery bei der BDO World Darts Championship 2009 an Position zehn gesetzt. Er gewann zunächst sein erstes Spiel mit 3:1 gegen Martin Phillips, bevor er in der zweiten Runde Ted Hankey mit 1:4 unterlag.
Im Mai darauf gewann Montgomery die Welsh Open. Im Finale gewann er hierfür gegen Mark Barilli mit 3:0. Dazu kommen ein Finale beim BDO International Grand Prix sowie ein Halbfinale beim Open Holland und mehrere Viertelfinale. Das World Masters 2009 schloss Montgomery mit dem Achtelfinale ab. Außerdem startete er beim WDF World Cup 2009 erneut für Schottland. Beim Zuiderduin Masters setzte sich Montgomery in seiner Vorrundengruppe gegen Henry van der Ster und Ted Hankey durch und erreicht somit erstmals bei diesem Turnier das Viertelfinale. In diesem unterlag er dem späteren Turniersieger Darryl Fitton mit 1:3.
Bei der BDO World Darts Championship 2010 war Montgomery an Position sechs gesetzt. Er lieferte sich ein enges Match mit Garry Thompson auf mittlerem Niveau, das letztlich aber mit 2:3 verloren ging. Dafür erreichte er bei den Dutch Open das Halbfinale nach Siegen unter anderem über Jerry Hendricks und Robbie Green, bevor er mit 0:2 gegen Scott Waites ausschied. Weitere gute Ergebnisse erzielte er bei den Isle of Man Open, wo er im Halbfinale stand und dem Viertelfinaleinzug bei den Northern Ireland Open. Beim WDF Europe Cup 2010 war Montgomery erneut weniger erfolgreich. Dafür gewann er im Juli das British Classic, nach einem 2:0-Erfolg über Stuart Kellett. Beim World Masters schied Montgomery im Achtelfinale gegen Ted Hankey knapp mit 2:3 aus.
Ende des Jahres war Montgomery wieder Teil des Zuiderduin Masters 2010. Nach einem 5:3-Sieg über John Henderson und einem 5:2-Erfolg gegen Tony West stand er als Gruppensieger im Viertelfinale. Erneut gewann er dabei gegen Stuart Kellett, diesmal mit 3:2 und konnte auch im Halbfinale knapp mit 3:2 gegen Tony O’Shea. Im Finale traf er auf Robbie Green, gegen den sich Montgomery ebenfalls knapp mit 5:4 durchsetzte und somit seinen ersten Major-Titel einstrich.
An Position sieben gesetzt ging Montgomery daraufhin in die BDO World Darts Championship 2011. Jedoch musste er auch dieses Mal bereits nach einem Spiel die Heimreise antreten. Gegen Alan Norris unterlag er 1:3. Auch bei den Dutch Open ging er früh raus. Dafür gewann er Mitte Mai erneut die Welsh Open nach 2:1 gegen Martin Phillips. Außerdem gewann er den BDO Gold Cup und die Belgium Open und stand außerdem beim England Masters im Finale. Auch beim World Masters hat Montgomery wieder gute Ergebnisse erzielt und nach Siegen über Phillips und Stephen Bunting das Halbfinale erreicht, wo er knapp gegen Dean Winstanley mit 4:5 verlor. Beim Zuiderduin Masters überstand er wieder die Gruppenphase nach Siegen über Christian Kist und Fabian Roosenbrand und stand nach einem 3:2-Sieg über Winstanley auch hier im Halbfinale. Dieses Mal unterlag er aber Darryl Fitton.
Bei der BDO World Darts Championship 2012 konnte Montgomery erstmals wieder einen Sieg erringen. An Position neun gesetzt besiegte er in der ersten Runde Fabian Roosenbrand mit 3:1. In der zweiten Runde unterlag er dann aber wieder recht deutlich Tony O’Shea mit 1:4.
Das Kalenderjahr 2012 verlief daraufhin weniger erfolgreich für Montgomery. Bei den Welsh Open, Antwerp Open und dem Sunparks Masters erreichte er das Viertelfinale und den British Open das Halbfinale. Beim World Masters 2012 schied er im Achtelfinale aus gegen Jim Williams aus. Beim Zuiderduin Masters überstand Montgomery erneut die Gruppenphase, bevor er im Viertelfinale gegen Jeffrey de Graaf gewann. Erst im Halbfinale war er gegen Alan Norris mit 0:3 chancenlos.
Bei der BDO World Darts Championship 2013 hatte Montgomery mit Platz sechs seine beste Setzlistenposition inne. Dennoch schied er auch dieses Mal bereits nach einem Spiel aus. Gegen Paul Jennings reichte es nur zu einem 1:3. Daraufhin spielte er sich beim Mariflex Open ins Halbfinale und gewann im Mai 2013 die Scottish National Championship. Ein Viertelfinale bei den BDO International Open und ein Halbfinale bei den Granite City Open folgten. Beim WDF World Cup im Oktober konnte Montgomery erstmals eine Goldmedaille erringen, da er den Teamwettbewerb mit Craig Baxter, Gary Stone und Alan Soutar gewann. Beim World Masters zog Montgomery wie im Vorjahr bis ins Achtelfinale ein. Kurz darauf gewann er das Tops of Ghent mit 3:2 im Finale gegen Rick Hofstra. Auch beim Zuiderduin Masters 2013 zog Montgomery wieder ins Viertelfinale ein, nachdem er zuvor in der Gruppenphase Yordi Meeuwisse und Robbie Green besiegte. Im Viertelfinale besiegte er dann Gary Robson und stand wie in den Vorjahren wieder im Halbfinale, wo er erneut mit 0:3 – diesmal gegen den späteren Titelträger James Wilson – verlor.
Bei der BDO World Darts Championship 2014 ging Montgomery an Position 14 an den Start. Er setzte sich dabei in der ersten Runde knapp mit 3:2 gegen Michael Meaney aus Irland durch, bevor er im Achtelfinale Martin Adams mit 1:4 unterlag.
Kurz darauf ging Montgomery wieder bei den Dutch Open an den Start. Nach Siegen unter anderem über Wesley Harms und Vladimir Andersen stand er hierbei im Finale, welches er mit 3:2 gegen Scott Waites gewann und somit seinen zweiten Majortitel einstrich. Nur eine Woche später stand mit der BDO World Trophy 2014 das nächste Majorturnier an. Er besiegte hier Mike Day aus Neuseeland, Remco van Eijden, Martin Adams und im Halbfinale mit 11:10 denkbar knapp Gary Robson, womit er bei der erstmaligen Austragung dieses Turniers direkt im Finale stand. Dieses verlor er dnn allerdings mit 11:13 gegen James Wilson.
Im darauffolgenden Kalenderjahr folgten Halbfinalteilnahmen beim German Masters, dem Pontins International und dem Sunparks Masters, sowie weitere Viertelfinale beim Scottish Classic, Jersey Classic oder auch dem Einzelwettbewerb des WDF Europe Cup. Dafür war beim World Masters 2014 und beim Zuiderduin Masters 2014 vergleichsweise früh (Letzte 32 bzw. Gruppenphase) Schluss.
Bei der BDO World Darts Championship 2015 startete Montgomery an Position elf. Mit 3:1 besiegte er dabei Pip Blackwell, bevor er im Achtelfinale Scott Waites überraschend deutlich mit 4:0 schlagen konnte. Erst im Viertelfinale wurde er von Martin Adams mit 1:5 gestoppt. Dies stellt bis heute sein bestes Ergebnis bei einer Weltmeisterschaft dar.
Daraufhin war bei den Dutch Open, dem World Masters und der BDO World Trophy unter den letzten 32 Schluss, was bei letzterem Turnier die erste Runde bedeutete. Beim Isle of Man Classic und den BDO International Open stand Montgomery im Viertelfinale und bei den England Open im Halbfinale. Sein größter Erfolg im Jahr 2015 dürfte aber die Finalteilnahme im Einzelwettbewerb des WDF World Cup 2015 gewesen sein. Hierfür besiegte er unter anderem Scott Mitchell und Larry Butler, bevor er gegen John Michael ein Freilos im Halbfinale erhielt. Das Finale ging dann zwar gegen Jim Williams mit 4:7 verloren, die Silbermedaille war damit aber gewonnen. Beim Finder Darts Masters schied Montgomery wie im Vorjahr – wenn auch knapp – in der Vorrunde aus.
Bei der BDO World Darts Championship 2016 war Montgomery das erste Mal seit zehn Jahren nicht mehr gesetzt. Er traf in der ersten Runde auf Jamie Hughes und unterlag 0:3. Auch für die BDO World Trophy war er nicht mehr direkt qualifiziert, überstand aber den Qualifier. Beim eigentlichen Turnier verlor er dann aber sehr knapp gegen Scott Mitchell. Im August gewann er dafür die Belgium Open gegen Kyle McKinstry im Finale. Ein weiteres Finale beim England Masters und zwei Halbfinale bei den Swedish Open und den Czech Open kamen hinzu. Außerdem spielte er sich beim WDF Europe Cup 2016 zusammen mit Alan Soutar ins Finale, welches die beiden aber mit 2:6 gegen Wesley Harms und Richard Veenstra verloren. Außerdem gewann Montgomery das Jersey Classic mit 5:3 gegen Daniel Day. Schlecht lief es dafür sowohl beim World Masters als auch dem Finder Darts Masters nicht gut, da er bei beiden Turnieren gerade Mal ein Spiel gewann.
Die BDO World Darts Championship 2017 verlief da nicht viel besser. Mit 1:3 schied Montgomery in Runde eins gegen Richard Veenstra aus. Bei den Dutch Open kurz darauf schlug Montgomery Martin Adams, Dean Reynolds und Scott Mitchell um bei diesem Turnier zum zweiten Mal in seiner Karriere ins Finale einzuziehen. Dieser verlor er mit 1:3 gegen Mark McGeeney. Es folgte ein Finale bei den Belfry Open, zwei Halbfinale bei den Denmark Open und Denmark Masters und zwei Viertelfinale bei der BDO World Trophy nach Siegen über Joe Chaney und Willem Mandigers und bei den England National Championships. Im Juli gewann er die Winmau Wolverhampton Open im Finale gegen Jamie Hughes und erreichte ein weiteres Finale im August bei den Antwerp Open. Im September kam außerdem ein Sieg bei den British Open im Finale gegen Cameron Menzies hinzu.
Beim World Masters 2017 kam Montgomery ins Achtelfinale, wofür er ein Spiel gewinnen musste. Als Vertreter der BDO war er außerdem beim Grand Slam of Darts 2017Grand Slam of Darts erstmals vertreten. In Gruppe A verlor er zunächst gegen Michael van Gerwen mit 1:5, bevor er Joe Murnan mit 5:3 schlagen konnte. Im Duell um den letzten Platz im Achtelfinale gegen Rob Cross unterlag er dann aber mit 2:5 und schied somit als Gruppendritter aus. Beim Finder Darts Masters 2017Finder Darts Masters gewann Montgomery ebenfalls nur ein Spiel, was nicht fürs Weiterkommen reichte.
Bei der BDO World Darts Championship 2018 war Montgomery wieder an Position fünf gesetzt. Er verlor jedoch ein weiteres Mal in Runde eins mit 1:3 gegen Scott Waites. Im darauffolgenden Kalenderjahr erreichte er bei den Westfries Open das Finale und spielte sich bei der BDO World Trophy nach Siegen über Daniel Day, Ryan Hogarth und Kyle McKinstry ins Halbfinale, welches er mit 6:8 gegen Michael Unterbuchner verlor. Es folgten mehrere weitere Viertelfinalteilnahmen und auch ein weiteres Finale beim England Masters im September. Beim WDF Europe Cup spielte sich Montgomery ins Achtelfinale im Einzel. Beim World Masters konnte er dafür wieder kein Spiel gewinnen, auch beim Finder Darts Masters, das in diesem Jahr zum letzten Mal uasgetragen wurde. gewann er nur ein Spiel.
In die BDO World Darts Championship 2019 startete Montgomery an Position 15 und unterlag Scott Baker mit 0:3. Er spielte sich daraufhin zwar noch in mehrere Viertelfinale, bis zu einem weiteren Titel dauerte es aber bis zum November. Vorher bei der letzten Austragung der BDO World Trophy schied Montgomery in Runde eins gegen Sebastian Steyer aus. Seine beiden Siege errang Montgomery bei den Czech Open gegen Keane Barry und dem Italian Grand Masters gegen Wesley Harms.
Bei der letzten BDO World Darts Championship 2020 musste Montgomery in der Vorrunde starten. In dieser musste er sich knapp Thibault Tricole mit 2:3 geschlagen geben. Dafür gewann er kurz darauf zum zweiten Mal in seiner Karriere die Dutch Open nach Siegen gegen Aleksei Kadotschnikow, John Desreumaux, BDO-Weltmeister Wayne Warren und einem 3:1-Erfolg im Finale über Brian Raman. Auch im Doppel war er an der Seite von Martin Adams siegreich. Das Jahr sollte jedoch wenig weitere Erfolge für ihn übrighalten, da mit der COVID-19-Pandemie der Turnierkalender der BDO komplett ausgesetzt wurde und die BDO aufhörte zu existieren. Erst, als die World Darts Federation (WDF) ihren Turnierplan wieder aufnahm, konnte Montgomery wieder an Turnieren teilnehmen. Bei den Irish Open im November 2021 schaffte er es wieder in ein Viertelfinale.
Im Jahr 2022 erspielte er sich dann bei seiner ersten Teilnahme an der PDC Qualifying School die PDC Tour Card und war damit für alle Turniere der PDC Pro Tour 2022 und 2023 teilnahmeberechtigt. Er gab daraufhin auch sein Debüt bei den UK Open 2022, wo er gegen Reece Colley und Dan Read gewann, bevor er in Runde drei Jermaine Wattimena mit 5:6 unterlag. Außerdem gab er sein Debüt auf der European Darts Tour, nachdem er den entsprechenden Qualifier überstand. Beim European Darts Matchplay traf er erneut auf Wattimena und verlor dieses Mal 1:6. Ansonsten gelang ihm keine Qualifikation für ein Major-Turnier und bei den Players Championships 2022 ging es zweimal in die dritte Runde.
Bei den UK Open 2023 startete Montgomery dieses Mal bereits in der zweiten Runde. Er gewann dabei gegen Adam Warner, bevor er gegen Simon Whitlock verlor. Bei seiner zweiten European Tour-Teilnahme beim European Darts Grand Prix gewann er erstmals ein Spiel. Mit 6:4 schlug er Marko Kantele, bevor er sich auch gegen Jonny Clayton mit dem gleichen Ergebnis durchsetzte. Erst im Achtelfinale wurde er von Rob Cross mit 3:6 geschlagen. Ansonsten blieben jedoch auch in diesem Jahr die Erfolge auf der Pro Tour aus und keine weitere Major-Qualifikation geschafft, weshalb Montgomery zum Ende des Jahres seine Tourkarte wieder abgeben muss.
Bei der Q-School 2024 startete Montgomery daraufhin in der Final Stage. Er gewann jedoch lediglich ein Spiel und schaffte somit keinen erneuten Tour Card-Gewinn.
Im Februar 2025 gewann Montgomery die World Seniors Darts Championship. Im Turnierverlauf fuhr er Siege über Trina Gulliver, John Part, Robert Thornton, Steve Beaton und im Finale schließlich Graham Usher ein.
Bei den Denmark Open Anfang Mai stand Montgomery im Viertelfinale. Mit 1:4 unterlag er Francois Schweyen.

## Weltmeisterschaftsresultate

### BDO
- 2006: 1. Runde (1:3-Niederlage gegen  Vincent van der Voort)
- 2009: 2. Runde (1:4-Niederlage gegen  Ted Hankey)
- 2010: 1. Runde (2:3-Niederlage gegen  Garry Thompson)
- 2011: 1. Runde (1:3-Niederlage gegen  Alan Norris)
- 2012: 2. Runde (1:4-Niederlage gegen  Tony O’Shea)
- 2013: 1. Runde (1:3-Niederlage gegen  Paul Jennings)
- 2014: 2. Runde (1:4-Niederlage gegen  Martin Adams)
- 2015: Viertelfinale (1:5-Niederlage gegen  Martin Adams)
- 2016: 1. Runde (0:3-Niederlage gegen  Jamie Hughes)
- 2017: 1. Runde (1:3-Niederlage gegen  Richard Veenstra)
- 2018: 1. Runde (1:3-Niederlage gegen  Scott Waites)
- 2019: 1. Runde (0:3-Niederlage gegen  Scott Baker)
- 2020: Vorrunde (2:3-Niederlage gegen  Thibault Tricole)

### WSD
- 2025: Sieger (5:1-Sieg gegen  Graham Usher)

## Titel

### WDF
- Platin-Turniere
  - Dutch Open: (1) 2020

### WSD
- Majors
  - World Seniors Darts Championship: (1) 2025
  - Champion of Champions: (1) 2025